# Памятники жертвам Холокоста в Беларуси
Памятники жертвам Холокоста в Беларуси установлены и продолжают устанавливаться в память о жертвах геноцида евреев, осуществлённом на территории Беларуси оккупационными властями нацистской Германии и коллаборационистами в 1941—1944 годах во время Второй мировой войны в рамках политики «окончательного решения еврейского вопроса».
Тотальное уничтожение белорусских евреев началось одновременно с приходом немецких войск и продолжалось вплоть до полного освобождения территории БССР в 1944 году. Большинство историков в результате научно-статистического анализа данных сходится в том, что за время гитлеровской оккупации на белорусской земле были убиты от 600 до 800 тысяч евреев, что составляет от 74 до 82 % всего довоенного еврейского населения Беларуси.
После окончания Второй мировой войны уцелевшие евреи Европы прилагали огромные усилия для увековечивания памяти об убитых родных. Но уцелевшим евреям в СССР (в том числе и белорусским) во времена советской власти делать это было несравненно сложнее в силу её антисемитского характера. Поэтому инициатива увековечивания памяти о Холокосте исходила только «снизу», а органы власти зачастую противились установке памятников, понимая, что такая деятельность укрепляет коллективное еврейское национальное самосознание. И действительно, памятники и могилы еврейских жертв становились объектами паломничества евреев и их семей.

## История установки памятников
Попытки устанавливать памятники начались ещё до окончания войны, — например, идея монумента в честь бойцов Варшавского гетто родилась в Советском Союзе в 1943 году. В Беларуси попытки увековечить память жертв Холокоста начались сразу после окончания оккупации, наиболее известные из них:
- В деревне Погост Солигорского района Минской области в 1944 году были установлены 2 памятника с изображением шестиконечной звезды и надписями, что там были убиты именно евреи.
- В Минске были собраны деньги на постройку памятника, и его смогли возвести благодаря помощи евреев, занимавших высокие посты в городском руководстве — заведующий хозяйственным отделом горисполкома Наум Гунин, заведующий отделом благоустройства города Иосиф Нисенбаум и директор завода, подчинявшегося этому отделу, Матвей Фалькович. Памятник был установлен с надписями на русском языке и на идише, но власти запретили провести церемонию торжественного открытия в августе 1946 года. Несмотря на отказ, евреи всё равно устроили многолюдную церемонию открытия памятника[8].
- В ноябре-декабре 1945 года была попытка поставить памятник жертвам Холокоста в городе Червень Минской области. Организатором этого проекта был Владимир Фундатор, чьи родители были убиты в Червене. Закончить работу помешало противодействие партийных и советских органов и финансовые трудности, хотя Фундатор обращался за помощью даже к председателю ЕАК Соломону Михоэлсу[8][10].
- В 1946 году в местечке Речица Гомельской области на местном еврейском кладбище было установлено кирпичное надгробие в память убитых евреев[8].
- В городе Глубокое Витебской области уцелевшие евреи сумели поставить на могиле убитых памятник с надписью на идише[8].

Деятельность по увековечению памяти жертв Холокоста не прекращалась и в те годы, когда антисемитская политика режима достигла своего апогея (в 1948—1953 годах).
В послевоенной Беларуси, как и во всём СССР, Катастрофа европейского еврейства замалчивалась по идеологическим причинам. Политика партийно-государственного антисемитизма в СССР препятствовала увековечению памяти евреев, запрещая возводить памятники даже на могилах родственников. Эта политика предписывала в актах комиссий по расследованию злодеяний гитлеровцев, официальной прессе и изданиях, посвященных Великой Отечественной войне, и на монументах на месте гибели жертв Холокоста не отражать национальную принадлежность погибших, не употреблять слово «еврей», а вместо него писать «мирные жители», «советские граждане» или «жертвы фашизма». Например, без упоминания евреев в 1954 году был установлен обелиск возле деревни Томашовка в память об узниках Томашовского гетто, а в 1956 году — на могиле жертв нацизма в память об узниках гетто в Домачево.
Если на памятнике, поставленном евреями, появлялась или даже только планировалась надпись на идише или иврите и шестиконечная звезда, это расценивалось как сионистская пропаганда и всеми средствами пресекалось.
Сама установка памятника на месте гибели евреев, поддержание его, проведение ежегодных траурных митингов в местах массового расстрела евреев были проявлением открытого духовного сопротивления евреев антиеврейской политике советского государства.
Систематическая работа по увековечиванию памяти жертв началась только в 1991 году после создания «Союза белорусских еврейских общественных объединений и общин» (СБЕООО).
Наиболее известный из памятников жертвам Холокоста в Беларуси — Мемориал жертвам гитлеровского геноцида «Яма». Обелиск, установленный в 1946 году, был одним из первых памятников жертвам Холокоста на территории СССР, на котором говорилось о гибели евреев.
В постсоветское время ситуация полностью изменилась, и местные власти часто сами выступают инициаторами установки памятных знаков и осуществляют уход за памятниками и могилами погибших евреев. Однако иногда местные власти препятствуют увековечению памяти погибших. Например, подобное произошло в деревне Богдановка Лунинецкого района, где местный житель Николай Ильючик в 2006 году по своей инициативе и собственными силами изготовил и установил памятник шести евреям-односельчанам, расстрелянным в 1941 году. Районные власти угрожали Ильючику за самовольные действия крупным штрафом и сносом памятника, но сделать это не решились.
Работа по установке новых и замене старых памятников частично осуществляется и благодаря инициативе и финансовой поддержке белорусских еврейских землячеств за пределами Беларуси. На их средства памятники евреям — жертвам Холокоста установлены, например, в Пинске, Слониме и других местах.

### Фонд имени Саймона Марка Лазаруса
Даяна Лазарус, гражданка Великобритании, посещала Беларусь с конца 1990-х годов по линии World Jewish Relief в рамках гуманитарной деятельности. Она налаживала связи с еврейскими общинами и поставляла гуманитарную помощь.
Узнав, что на территории Беларуси есть много необозначенных захоронений евреев, убитых во время оккупации Беларуси, Даяна Лазарус и её муж Майкл захотели вложить свои деньги в сохранение и увековечивание таких мест.
Семья Лазарусов хотела, чтобы эта идея сплотила еврейские общины Беларуси, и поэтому непременным условием поставила, чтобы реализацией проекта занималась комиссия из представителей различных еврейских организаций и общин. Комиссия была создана в 2003 году, и в её состав вошли представители СБЕООО, Американского еврейского распределительного комитета Джойнт, Иудейского религиозного объединения (ИРО), реформистской еврейской общины, Общественного объединения «Белорусский союз евреев инвалидов и ветеранов войны, партизан и подпольщиков» (БСЕИВВ), Белорусского общественного объединения евреев — бывших узников гетто и нацистских концлагерей (БООУГК) и Общественного объединения «Еврейский студенческий культурный центр „Гилель“». После этого Лазарусы основали фонд имени Саймона Марка Лазаруса (в память их сына). Первый памятник на деньги фонда был установлен на месте убийства евреев в городском поселке Городея Несвижского района Минской области в 2004 году.
Через несколько лет к фонду присоединились ещё две американские семьи: семья Уоррена Гейслера и семья Клеттеров — Майлз (умерший в 2011 году) с супругой и его дочь Джонни с мужем Дугласом.
За счёт фонда к концу 2024 года были установлены 160 памятников и мемориальных досок:
- 2004 год: 1 — Городея;
- 2005 год: 3 — Вишнево, Раков[25], Парафьяново;
- 2006 год: 7 — Новоельня, Долматовщина, Дятлово, Смолевичи, Заславль[26], Быхов (2);
- 2007 год: 10 — Мстиж[27], Езерище[28], Бобыничи, Милославичи, Вальповское поле (Яновичский поселковый совет), Хойники[29], Грибное, Оголичская Рудня[30], Круглое, Зайцево (Яновичский поселковый совет);
- 2008 год: 10 — Сапежинка, Залесье[31], Юровичи, Любань, Лужки, Смолярка[32], Минск, Барановичи, Новый Свержень, Богушевичи[33];
- 2009 год: 10 — Остров[34], Медведичи, Пески, Дараганово[35], Михалишки, Каменец, Ленино, Чернавчицы, Гомель, Копыль;
- 2010 год: 7 — Быстрица, Лельчицы, Высокое, Несвиж[36], Хатовичи (Хатовиж), Родня, Ухвала;
- 2011 год: 9 — Охотичи, Жиличи, Брест, урочище Яловасто[37] (Ивацевичский район), Святая Воля[38], Русиновичи, Полонка, Поддобрянка, Яйсы (Слободковский сельсовет);
- 2012 год: 8 — Червень, Замятовка, Жабинка, Гомель, Толочин, Молчадь[39], Волковыск, Освея[40];
- 2013 год: 8 — Меречевщина, Мотоль, Верхнедвинск, Волынцы, Нурово, Магеры, Смолевичи, Семежево;
- 2014 год: 9 — Сухари, Слобода, Шерешёво, Сторожовцы, Крупки (памятная доска), Орша, Озаричи, Юровичи, Бабиновичи.
- 2015 год: 7 — Бобр, Светлогорск (2), Ковчицы, Шарковщина, Шумилино, Журавичи.
- 2016 год: 8 — Погост (2), Миловиды, Кричев, Лиозно (мемориальная доска), Руденск, Налибоки (мемориальная доска), Боровуха-2.
- 2017 год: 9 — Молятичи (бывшая деревня Антоновка), Блонь, Огородники (памятник и памятная доска), Быхов (2), Заямное (мемориальная доска), Ситня, Казимирово, Вороничи.
- 2018 год: 8 — Свислочь, Климовичи (2), Краснополье, Петриков, Комаровичи, Порозово, Щучин.
- 2019 год: 9 — Ивацевичи, Бытень (мемориальная доска), Ушачи, Белое, Лоев, Видзы, Сиротино (памятник и мемориальная доска), Житковичи.
- 2020 год: 8 — Дубровно, Лукомль, Черея, Словени, Будслав (2), Городок, Ошмяны.
- 2021 год: 12 — Телеханы, Прозороки, Клецк, Краснолуки, Мотоль, Иваново,  деревня Станция Ясень[бел.]; мемориальные доски: Обчуга, Холопеничи, Жлобин (2), Щедрин.
- 2022 год: 9 — Ошмяны, Слоним (2), Осиповичи, Эсьмоны, Миловиды, Смолевичи, Мотоль, Иваново.
- 2023 год: 10 — Жировичи, Барани, Ружаны, Уречье (3); мемориальные доски: Михалишки, Городок, Езерище, Любань, Холопеничи, Обчуга.
- 2024 год: 8 — Любча (2), Мир (2), Турец, Раков, Забрезье; мемориальные доски: Любань.

### Памятники, установленные неевреями
Среди памятников, посвящённых погибшим белорусским евреям в годы Катастрофы, есть несколько, поставленных белорусами по личной инициативе.
В 1991 году калинковичский журналист Владимир Смоляр (1935—2005) стал инициатором установки памятника в деревне Ситня, где были убиты 30 еврейских семей. Затем в 1995 году он же установил памятные знаки на месте расстрелов евреев в деревнях Озаричи и Юровичи.
В 1992-93 годах тракторист из деревни Шацк Михаил Тарасевич собственноручно изготовил два больших памятника из камня и установил их на месте убийства местных евреев в лесу и на старом еврейском кладбище.
В деревне Богдановка Лунинецкого района местный житель Николай Ильючик в 2006 году лично и на свои средства изготовил и установил памятник 6 убитым евреям-односельчанам.
В 2007 году школьные учителя Иосиф Квач и Вячеслав Липский из деревни Жуковщина Шарковщинского района со своими учениками установили памятник на месте убийства в 1943 году еврейской семьи из 7 человек.

## Каталогизация памятников
Многие памятники описаны в существующей справочной литературе: в многотомных изданиях «Збор помнікаў гісторыі і культуры Беларусі» и «Памяць. Гісторыка-дакументальныя хронікі гарадоў і раёнаў Беларусі», в книге Марата Ботвинника «Памятники геноцида евреев Беларуси», в журнальных и газетных статьях на эту тему, в данных минского «Музея истории и культуры евреев Беларуси».
По подсчётам историка М. Ботвинника, на 2000 год в Беларуси насчитывалось 525 памятников Холокоста, в том числе:
- 72 на территории Брестской области;
- 98 на территории Витебской области;
- 90 на территории Гомельской области;
- 64 на территории Гродненской области;
- 134 на территории Минска и Минской области;
- 67 на территории Могилёвской области.

Расхождения в количестве памятников в разных источниках связаны с тем, что, во-первых, до сих пор нет полного списка памятников с их описанием, а, во-вторых, государственные органы и часть историков считают все памятники, установленные в местах гибели евреев, а еврейские организации и другая часть историков — лишь те, на которых упомянуты евреи.

## Случаи вандализма
В Беларуси существует проблема антисемитского вандализма, которому иногда подвергаются памятники жертвам Холокоста. Например, памятник узникам Брестского гетто, расположенный в центре Бреста, осквернялся семь лет подряд. Несколько раз осквернялся минский мемориал «Яма». Аналогичные случаи происходили в Ивенце, Лиде и других местах.

## Памятники за пределами Беларуси
Память погибших в Холокосте белорусских евреев увековечена также за пределами Беларуси. В частности, 26 августа 2007 года в Мемориальном парке Холокоста в Нью-Йорке состоялось открытие памятного знака евреям Логойска, расстрелянным 30 августа 1941 года. Ранее в Мемориальном парке были открыты знаки в память о евреях, погибших в Белыничах, Глуске, Ельске, Круглом, Минске и Шепелевичах.
В 2022 году возле Иерусалима открыли мемориал в память о жертвах всех гетто в Беларуси.

В городе Ашдод (Израиль) одному из парков присвоено имя «Героев Мозыря» в память узников Мозырского гетто, совершивших акт самосожжения осенью 1941 года.